# Velodromo di Roubaix
Il velodromo di Roubaix (ufficialmente Vélodrome André-Pétrieux) è un velodromo situato a Roubaix, nel nord della Francia. Inaugurato nel 1936, dal 1943 ha ospitato l'arrivo della corsa ciclistica Parigi-Roubaix, una delle cinque classiche monumento. Entrati nel velodromo i ciclisti devono compiere un giro e mezzo prima di tagliare la linea del traguardo.
L'arrivo della corsa si trasferì nell'attuale stadio nel 1943, e lì è rimasta con le eccezioni delle edizioni 1986, 1987 e 1988 quando l'arrivo era in "avenue des Nations-Unies", davanti agli uffici di La Redoute, la società di vendita per corrispondenza che ha sponsorizzato la gara. 
Il bagno con doccia all'interno del velodromo è caratteristico per le bancarelle di cemento aperte, a tre lati e con pareti basse, ognuna con una targa in ottone per commemorare un vincitore. Questi includono Peter Van Petegem, Eddy Merckx, Peter Sagan, Roger De Vlaeminck, Rik Van Looy e Fausto Coppi. 
Il velodromo si trova nel Parc des Sports, alla periferia orientale di Roubaix, a meno di due chilometri dal confine belga. Il campo in erba all'interno della pista è utilizzato come sede della squadra di rugby di Roubaix. Nel 2012 un nuovo velodromo coperto polivalente con una pista di 250 m, lo Stab Vélodrome de Roubaix, è stato aperto vicino al Velodromo di Roubaix.